# Glory by Honor IX
Glory By Honor IX est un pay-per-view (PPV) de catch produit par la Ring of Honor (ROH), qui était disponible uniquement en ligne. Le PPV se déroula le 11 septembre 2010 au Manhattan Center à New York. C'était le 9e Glory By Honor de l'histoire de la ROH, et son plus grand PPV de l'année.

## Contexte
Les spectacles de la Ring of Honor en paiement à la séance sont constitués de matchs aux résultats prédéterminés par les scénaristes de la ROH. Ces rencontres sont justifiées par des storylines - une rivalité avec un catcheur, la plupart du temps - ou par des qualifications survenues au cours de shows précédant l'évènement. Tous les catcheurs possèdent un gimmick, c'est-à-dire qu'ils incarnent un personnage face (gentil) ou heel (méchant), qui évolue au fil des rencontres. Un pay-per-view comme Final Battle est donc un événement tournant pour les différentes storylines en cours.

## Résultats
|                                                        | Matches, | Type de match                                                                                       | Temps |
| ------------------------------------------------------ | --- | --------------------------------------------------------------------------------------------------- | ----- |
| 1                                                      | Kenny King bat Jay Briscoe | Match simple                                                                                        | 07:39 |
| 2                                                      | Mark Briscoe bat Rhett Titus | Match Simple                                                                                        |       |
| 3                                                      | Erick Stevens & Necro Butcher battent Grizzly Redwood & Ballz Mahoney                                                              | Match par équipe                                                                                    | 07:44 |
| 4                                                      | Colt Cabana et El Generico battent Kevin Steen et Steve Corino                                                                     | Double Chain match                                                                                  | 19:43 |
| 5                                                      | Eddie Edwards (c) bat Shawn Daivari                                                                                                | Match simple comptant pour le ROH World Television Championship                                     | 07:43 |
| 6                                                      | Christopher Daniels bat Austin Aries                                                                                               | Match Simple "Battle of The Best"                                                                   | 13:07 |
| 7                                                      | The Kings of Wrestling (Claudio Castagnoli et Chris Hero) battent The World's Greatest Tag Team (Charlie Haas et Shelton Benjamin) | Tag team match                                                                                      | 20:43 |
| 8                                                      | Roderick Strong (avec Truth Martini) bat Tyler Black (c)                                                                           | No Disqualification match pour le ROH World Championship avec "arbitre spécial ringside" Terry Funk | 15:00 |
| (c) – refers to the champion(s) heading into the match | | |       |